# Circello
Circello là một đô thị ở tỉnh Benevento trong vùng Campania, có vị trí khoảng 70 km về phía đông bắc của Napoli và khoảng 25 km về phía bắc của Benevento and approx 700 meters above sea level. Tại thời điểm ngày 31 tháng 12 năm 2004, đô thị này có dân số 2.637 người và diện tích là 45,4 km².
Circello giáp các đô thị: Campolattaro, Castelpagano, Colle Sannita, Fragneto l'Abate, Morcone, Reino, Santa Croce del Sannio.